# Yenidemirkapı, Göle
Yenidemirkapı là một xã thuộc huyện Göle, tỉnh Ardahan, Thổ Nhĩ Kỳ. Dân số thời điểm năm 2010 là 234 người.